# Кейт-Фальконер, Фрэнсис Александр, 8-й граф Кинтор
Фрэнсис Александр Кейт-Фальконер, 8-й граф Кинтор, 10-й лорд Фальконер из Халкертона, 8-й лорд Кейт из Инверури и Кейт-Холла, вождь клана Кейт (англ. Francis Alexander Keith-Falconer, 8th Earl of Kintore, 10th Lord Falconer of Halkerton, 8th Lord Keith of Inverurie and Keith Hall; 7 июня 1828 — 18 июля 1880) — шотландский аристократ.

## Происхождение
Родился 7 июня 1828 года. Второй сын Энтони Кейта-Фальконера, 7-го графа Кинтора (1794—1844), и его второй жены Луизы (урожденной Хокинс), графини Кинтор. После того, как его родители развелись в 1840 году, его мать снова вышла замуж за доктора Б. Норта Арнольда (но умерла год спустя, в 1841 году).
Его дедушкой и бабушкой по отцовской линии были Уильям Кейт-Фальконер, 6-й граф Кинтор (1766—1812), и Мэри Баннерман (дочь сэра Александра Баннермана, 6-го баронета). Его мать была младшей дочерью Фрэнсиса Хокинса из Барейли, Бенгалия, Индия.

## Карьера
Его старший брат, лорд Инверури, умер неженатым в 1843 году, и Фрэнсис стал наследником своего отца, который умер в следующем году, 11 июля 1844 года, после чего он стал 8-м графом Кинтором (Пэрство Шотландии), 2-м бароном Кинтором из Кинтора (Пэрство Соединённого королевства), 8-м лордом Кейтом из Инверури и Кейт-Холла (Пэрство Шотландии) и 10-м лордом Фальконером из Халкертона (Пэрство Шотландии).
28 мая 1856 года он стал лордом-лейтенантом Кинкардиншира, сменив Джеймса Карнеги, 9-го графа Саутеска. Он занимал эту должность до 1863 года, когда его сменил сэр Джеймс Бернетт, 10-й баронет. В декабре 1863 года лорд Кинтор стал лордом-лейтенантом Абердиншира, сменив Чарльза Гордона, 10-го маркиза Хантли. Он занимал эту должность до своей смерти. После его смерти его сменил Джон Гамильтон-Гордон, 1-й маркиз Абердин и Темер.

## Личная жизнь

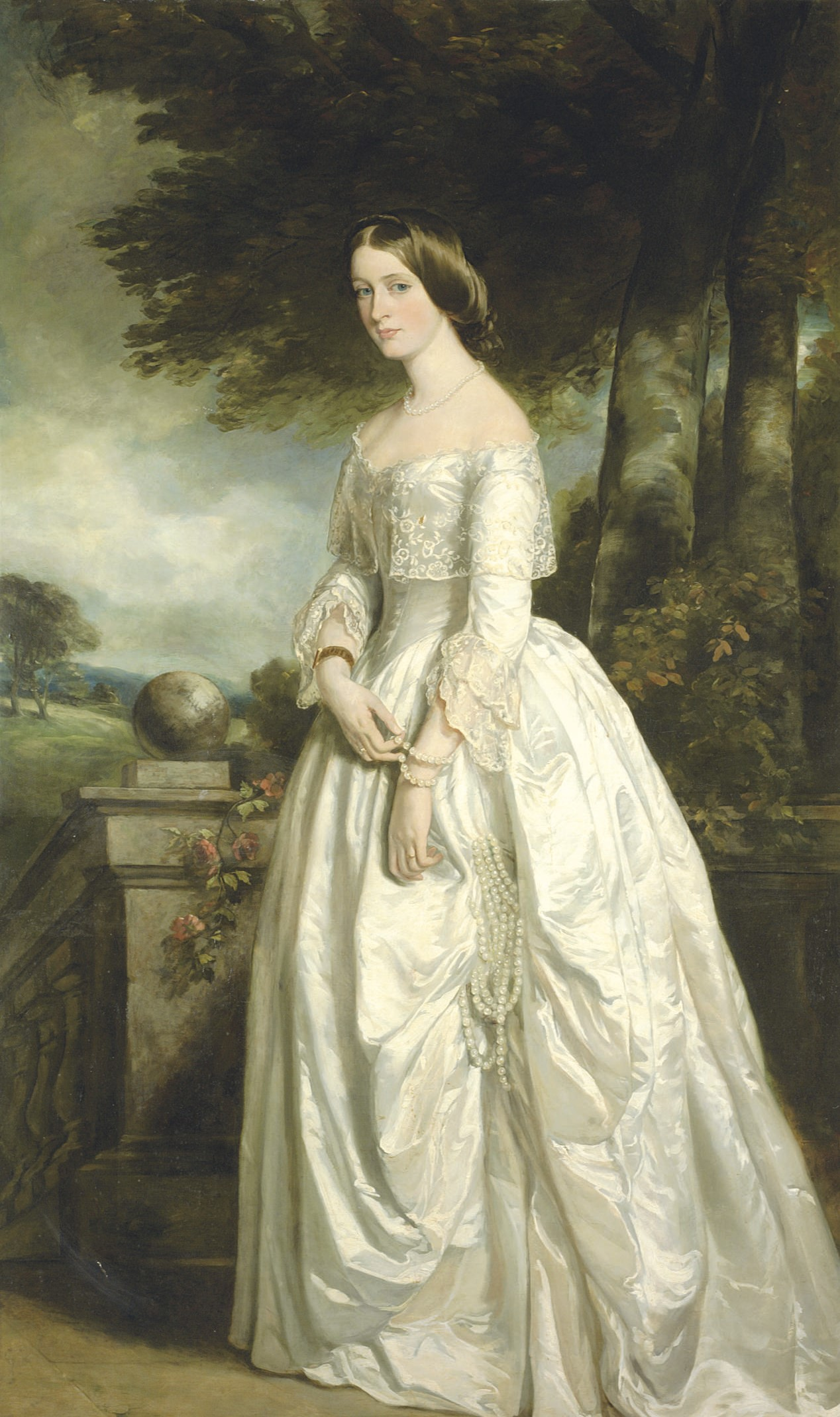
Луиза, графиня Кинтор (1828—1916), портрет Фрэнсиса Гранта

24 июня 1851 года лорд Кинтор женился на своей кузине Луизе Мадлен Хокинс (1828 — 6 февраля 1916), второй дочери его дяди по материнской линии, Фрэнсиса Хокинса. У супругов были следующие дети :
- Элджернон Хокинс Томонд Кейт-Фальконер, 9-й граф Кинтор (12 августа 1852 — 3 марта 1930), который женился на леди Сидни Шарлотте Монтегю, второй дочери Джорджа Монтегю, 6-го герцога Манчестера.
- Достопочтенный Дадли Меткалф Кортни Кейт-Фальконер (1854—1873), умерший неженатым[2].
- Достопочтенный Ион Грант Невилл Кейт-Фальконер[англ.] (5 июля 1856 — 11 мая 1887), который в 1884 году женился на Гвендолен Беван, дочери британского банкира Роберта Купера Ли Бевана[англ.] из Фосбери-хаус. После его смерти она вышла замуж за подполковника Фредерика Брэдшоу в 1894 году[2].
- Леди Мадлен Дора Кейт-Фальконер (1858 — 11 декабря 1925), в 1889 году она вышла замуж за капитана Фрэнсиса Генри Тонга, сына капитана Луиса Тонга из Королевского флота[2].
- Леди Бланш Кэтрин Кейт-Фальконер (1859 — 18 сентября 1922), в 1883 году она вышла замуж за полковника Гренвиля Роланда Фрэнсиса Смита из Даффилд-холла, сына политика Роуленда Смита[англ.][2].
- Достопочтенный Артур Кейт-Фальконер (1863—1877), умерший молодым[2].
- Леди Мод Кейт-Фальконер (род. 1869)[2].

Лорд Кинтор скончался 18 июля 1880 года в возрасте 52 лет. Ему наследовал его старший сын, Элджернон Хокинс Томонд Кейт-Фальконер.